# Cessière
Die Cessière ist ein kleiner Fluss in Frankreich, der im Département Hérault in der Region Okzitanien verläuft. Sie entspringt im Gemeindegebiet von Pardailhan, im Regionalen Naturpark Haut-Languedoc, entwässert in mehreren Bögen generell in südlicher Richtung und mündet nach rund 18 Kilometern im Gemeindegebiet von Aigues-Vives als linker Nebenfluss in die Cesse. Nach etwa 14 Kilometern versickert die Cessière im karstigen Untergrund und verbleibt dort auf den letzten vier Kilometern bis zu ihrer Mündung. (Koordinaten der Versickerungsstelle)

## Orte am Fluss
(Reihenfolge in Fließrichtung)
- Pardailho, Gemeinde Pardailhan
- Saint-Martial, Gemeinde Saint-Jean-de-Minervois
- Cailhol, Gemeinde Aigues-Vives
- Papuignan, Gemeinde Aigues-Vives
- Aigues-Vives